# Optatam totius

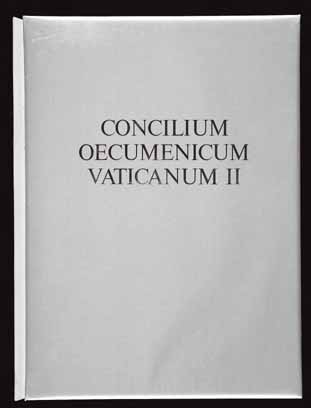
Zweites Vatikanisches Konzil

Optatam totius (OT) heißt nach seinen Anfangsworten das Dekret über die Ausbildung der Priester, das vom Zweiten Vatikanischen Konzil formuliert und am 28. Oktober 1965 von Papst Paul VI. promulgiert wurde.

## Allgemeine Gesetze
Dieses Dekret setzt allgemeine Vorgaben zur Priesterausbildung fest, oberstes Ziel ist die „Erneuerung der gesamten Kirche, die zum großen Teil vom priesterlichen Dienst“ abhängt. Es werden die Bedeutung der priesterlichen Ausbildung und die anzuwendenden Leitsätze hervorgehoben, wobei vorausgesetzt wurde, dass wegen der Einheit des katholischen Priestertums eine in ihren Grundzügen einheitliche Priesterausbildung für alle Priester des Welt- und Ordensklerus und aller Riten notwendig sei. Für die regionalen und lokalen unterschiedlichen Begebenheiten und Eigenarten wurden die zuständigen Bischofskonferenzen angewiesen, allgemeine Regelungen aufzustellen.

## Inhalt
Das Dokument ist in folgende Abschnitte unterteilt:
- I. Die Neuordnung der Priesterausbildung in den einzelnen Völkern
- II. Die stärkere Förderung der Priesterberufe
- III. Die Ordnung der Priesterseminare
- IV. Die Sorge um die gründlichere geistliche Formung
- V. Neugestaltung der kirchlichen Studien
- VI. Die Förderung der pastoralen Ausbildung im engeren Sinn
- VII. Die Weiterbildung nach dem Studienabschluss

## Schlusswort
Es wird erklärt, dass sich die Konzilsväter dem Werk des Konzils von Trient verbunden fühlen und übertragen den Leitern der Priesterseminare vertrauensvoll diese Aufgabe. Die Priesterseminaristen ermahnt das Konzil, in dem Bewusstsein zu leben, dass ihnen die Hoffnung der Kirche anvertraut wird und sie deshalb diese Bestimmungen annehmen und gewissenhaft verwirklichen sollen.